# Самария (город)
Самария, ивр. שומרון‎ (Шомрон), греч. Σαμάρεια (Самариа) — древний город, основанный в 876 году до н. э. как столица Северного Израильского царства (исторические территории колена Ефремова). Археологические останки расположены неподалёку от современного города Наблус на территории, контролируемой Палестинской национальной администрацией.

## Период Северного царства
После разделения единого еврейского царства в 997 году до н. э. на Южное и Северное за последним закрепилось название Израильского, которым стала править отдельная династия царей. Поскольку религиозно-административный центр в Иерусалиме остался на территории Иудеи, северные цари поселялись сначала в Сихеме, а затем в Фирце.
Во времена правления израильского царя Омри была построена новая резиденция и столица, получившая название Самария. В Книге Царств это событие описывается так:
В тридцать первый год Асы, царя Иудейского, стал Омри царём над Израилем и царствовал двенадцать лет. В Фирце он царствовал шесть лет. И купил Омри гору Шомрон у Шемера за два таланта серебра, и застроил гору, и назвал построенный им город Самарией (Шомрон), по имени Шемера, хозяина горы.
Наибольшего расцвета Самария достигла в период правления внука Омри царя Иеровоама II (789—748 годы до н. э.), когда северное израильское царство простиралось от Хамата (70 км к северу от Дамаска) до Мёртвого моря.
После смерти Иеровоама II Самария постепенно стала приходить в упадок. Ассирийцы начали захватывать части Израильского Царства, а его самого превратили в своего вассала. После смерти царя Ассирии Тиглатпаласара III в 727 году до н. э. последний израильский царь Осия (732—724 годы до н. э.) восстал против ассирийского владычества. Это стало причиной военного конфликта, в результате которого Самария была осаждена и через три года добыта и разрушена ассирийцами.

## Ассирийское завоевание
Согласно надписям из дворца ассирийского царя Саргона II в Хорсабаде жители Самарии были выселены и депортированы в Ассирию, а на их место поселены народы из других частей Ассирийской империи.
[Самар] яне [которые были в согласии с вражеским царём] … Я боролся с ними, и окончательно победил их … забрал. 50 колесниц для моих царских сил… [другие из них я остановился посреди Ассирии]… Тамуды, Ибадиды, Марсиманы и Хаяпаны, живущие в далёкой Аравии, в пустыне, которые не знали ни смотрителя, ни руководителя, которые никогда не приносили дань хоть какому-нибудь царю — с помощью Ашшура господина моего, я победил их. Я переселил остальных. Я поселил их в Самарии / Самерина.
После ассирийского завоевания город Самария был отстроен и продолжал быть главным административным центром провинции (а затем — сатрапии) в течение периода господства Ассирийской, Нововавилонской и персидской империй.

## Эллинистический и Римский период

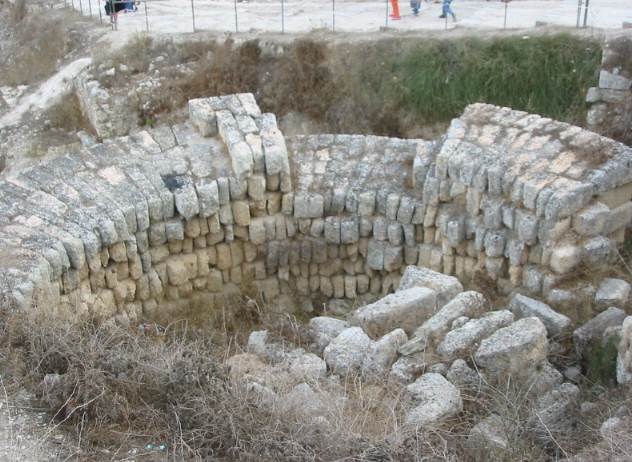
Руины башни эллинистического периода.

В 332 году до н. э. город был завоёван войсками Александра Македонского. Однако самаритяне подняли восстание против новой власти и заживо сожгли македонского наместника Сирии Андромаха. В ответ Александр Македонский расправился с местной мятежной элитой и основал на месте Самарии македонскую колонию для своих военных ветеранов. Между 298 и 296 годами до н. э., согласно Евсевию Кесарийскому, город был захвачен и разграблен Деметрием Полиоркетом.
К периоду эллинизма относятся и достаточно хорошо сохранившиеся по сей день фортификации и башни, основная часть которых была возведена во II веке до н. э.
В 108/107 году до н. э. еврейский первосвященник и политический лидер Иоанн Гиркан I в результате годовой осады захватил греко-македонскую Самарию, после чего город был в очередной раз разрушен, а жители проданы в рабство.
После взятия Иерусалима Помпеем в 63 году до н. э. и утверждении власти Древнего Рима Самария была восстановлена в период правления наместника Авла Габиния в течение 57-55 годов до н. э.
В борьбе за власть жители Самарии активно поддержали тетрарха Галилеи Ирода I Великого, который, став царём Иудеи, согласно Иосифу Флавию перестроил город между 30-27 годами до н. э., поселил здесь 6000 своих ветеранов и сменил название его из Самарии на Себастию — в честь римского императора Августа (перевод латинского эпитета август на греческое себастос — почтенный, величественный).
В I веке н. э. в Себастии стало распространяться христианство, проповедуемое здесь, согласно христианской традиции, апостолом Филиппом. Во время иудейского восстания Себастия как оплот проримских настроений была полностью разрушена еврейскими повстанцами. После подавления восстания город постепенно был отстроен. Последний раз значительные строительные работы в Себастии были осуществлены около 200 года н. э. при императоре Септимии Севере как благодарность за лояльность его жителей. Именно в это время была построена хорошо сохранившаяся ныне колоннада, обрамлявшая когда-то главную торговую улицу.
С утверждением христианства как государственной религии империи Себастия стала центром епископства. В городе строят ряд христианских храмов и получает распространение культ Иоанна Крестителя, могила которого, согласно распространённому утверждению, была расположена именно здесь.
После захвата Палестины арабами в VII веке Себастия приходит в упадок.

## Период Крестовых походов
Через несколько лет после завоевания Палестины крестоносцами и основания Иерусалимского королевства появляются упоминания о возрождении жизни в Себастии. Черниговский игумен Даниил в своих воспоминаниях, относящихся к тому времени, говорит:
 …в двух верстах к западу находится место, называемое Себустия (Севастополи). Здесь создан небольшой городок, в нём находится темница Ивана Крестителя. В этой темнице была отсечена по приказу Ирода голова Ивана Предтечи. Здесь стоит гроб его и создана хорошая церковь во имя Иоанна Предтечи. Сейчас здесь богатый католический монастырь.
Более подробные свидетельства оставил о тогдашней Себастии греческий путешественник Иоанн Фока:
На расстоянии одного дня отсюда находится город Севастия. … Посреди этого города находится и темница, в которую Иван брошен был на жалобы Иродиады… Наверху темницы находится храм, в котором лежат две раки, выполненные из белого мрамора, из которых та, что справа, включает в себя прах сожженного тела Честного Предтечи, а другая — тело пророка Елисея; сверху же в золотом ковчеге лежит левая рука Предтечи, также кругом оправленная в золото. В верхней части города, а собственно посередине его есть холм, на котором когда-то стоял дворец Ирода … Теперь на этом месте римский монастырь. Храм в этом монастыре круглый.
В июле 1187 года, Себастия была захвачена мусульманским отрядом племянника Саладина Хусама аль-Дина Мухаммада. Кафедральный собор Иоанна Крестителя был превращён в мечеть, хотя христианам разрешался доступ к реликвиям. Постепенно, городок и религиозный центр начали приходить в упадок. Руины построенного крестоносцами кафедрального собора Иоанна Крестителя сохранились по сей день.

## Галерея[20]

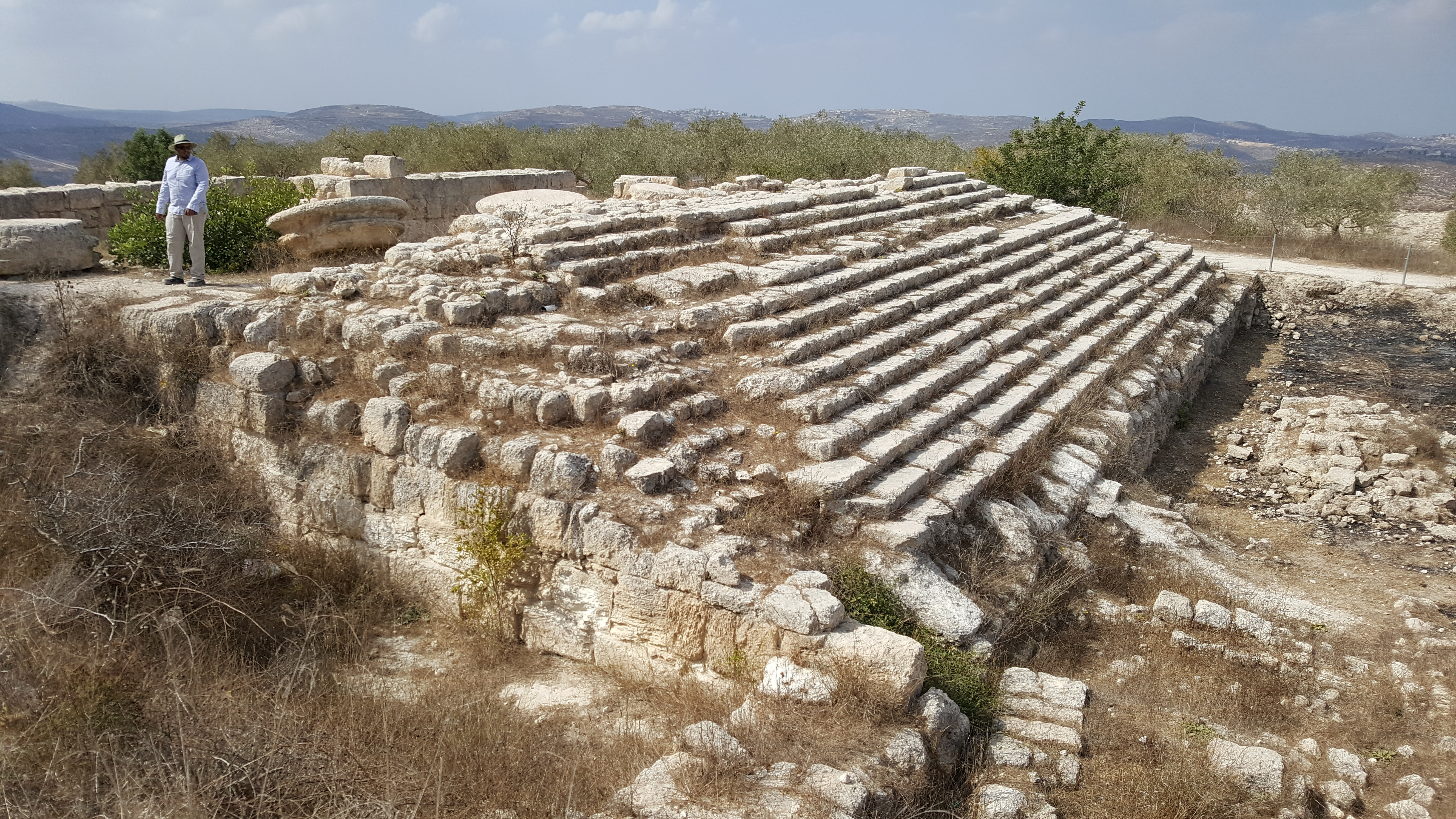
Основание храма Августеума на вершине холма, изначально высотой 25 метров.
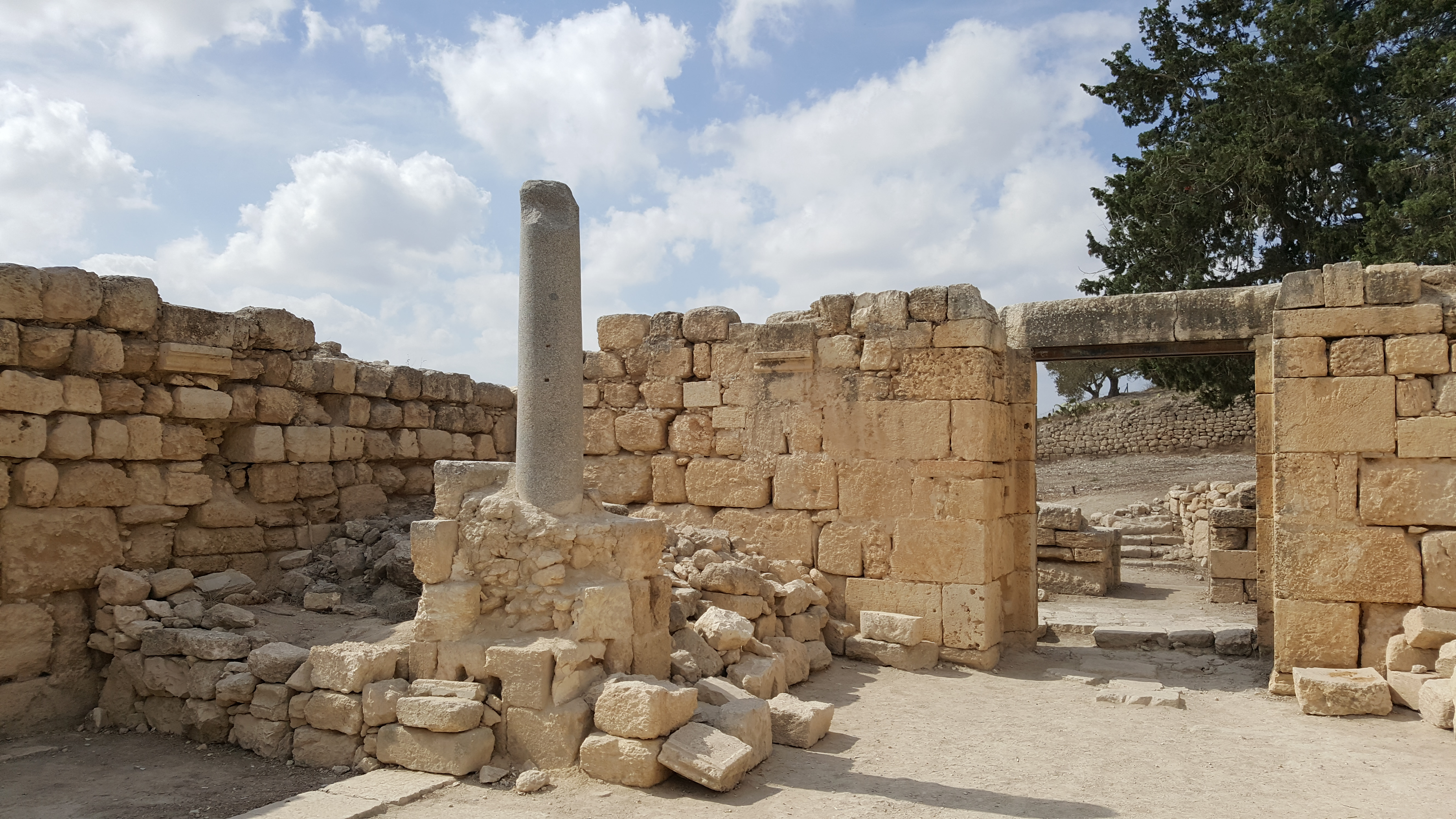
Вход в византийскую церковь.
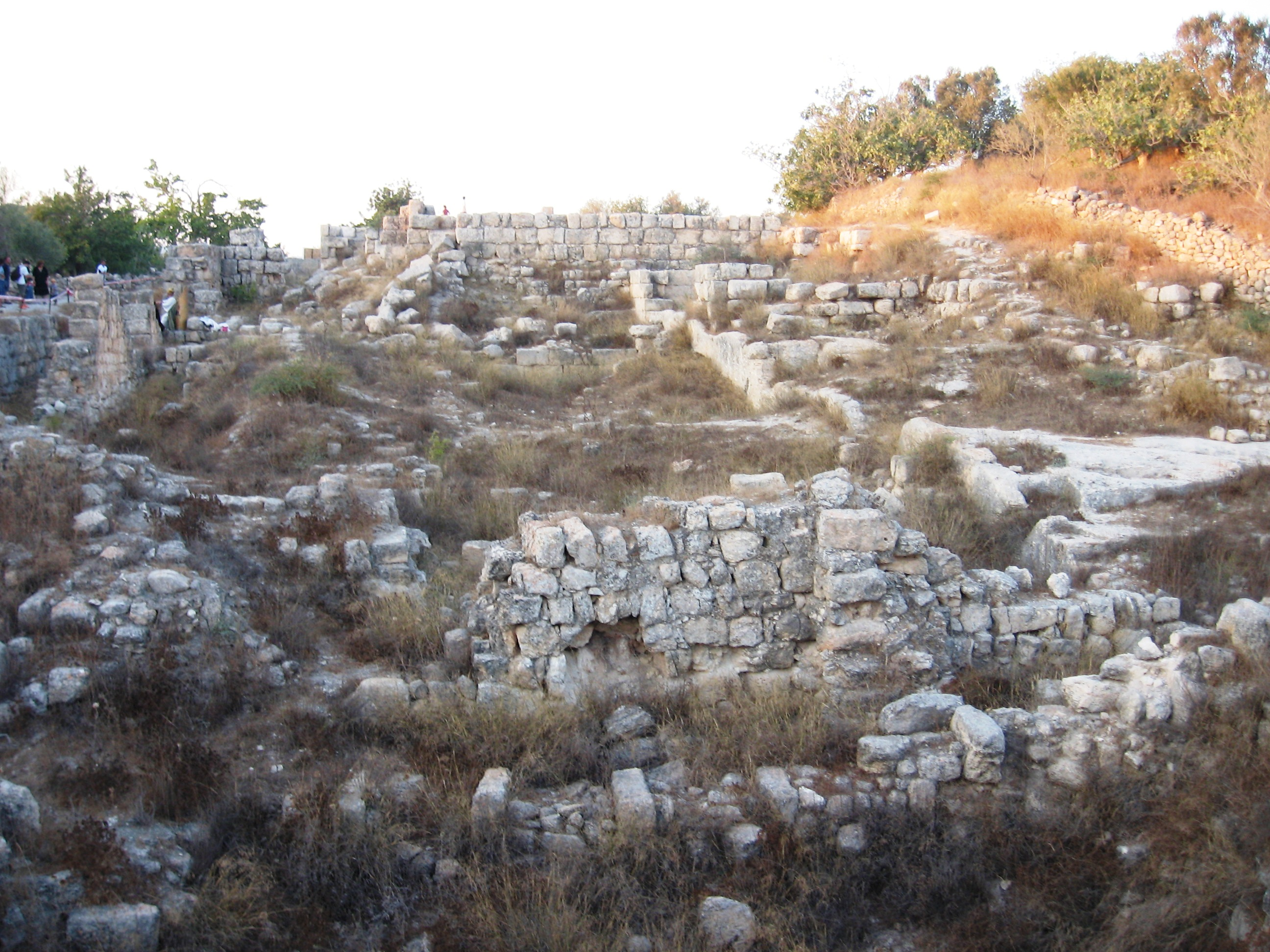
Дворцовый комплекс железного века, построенный династией Омридов[англ.] в Палестине.
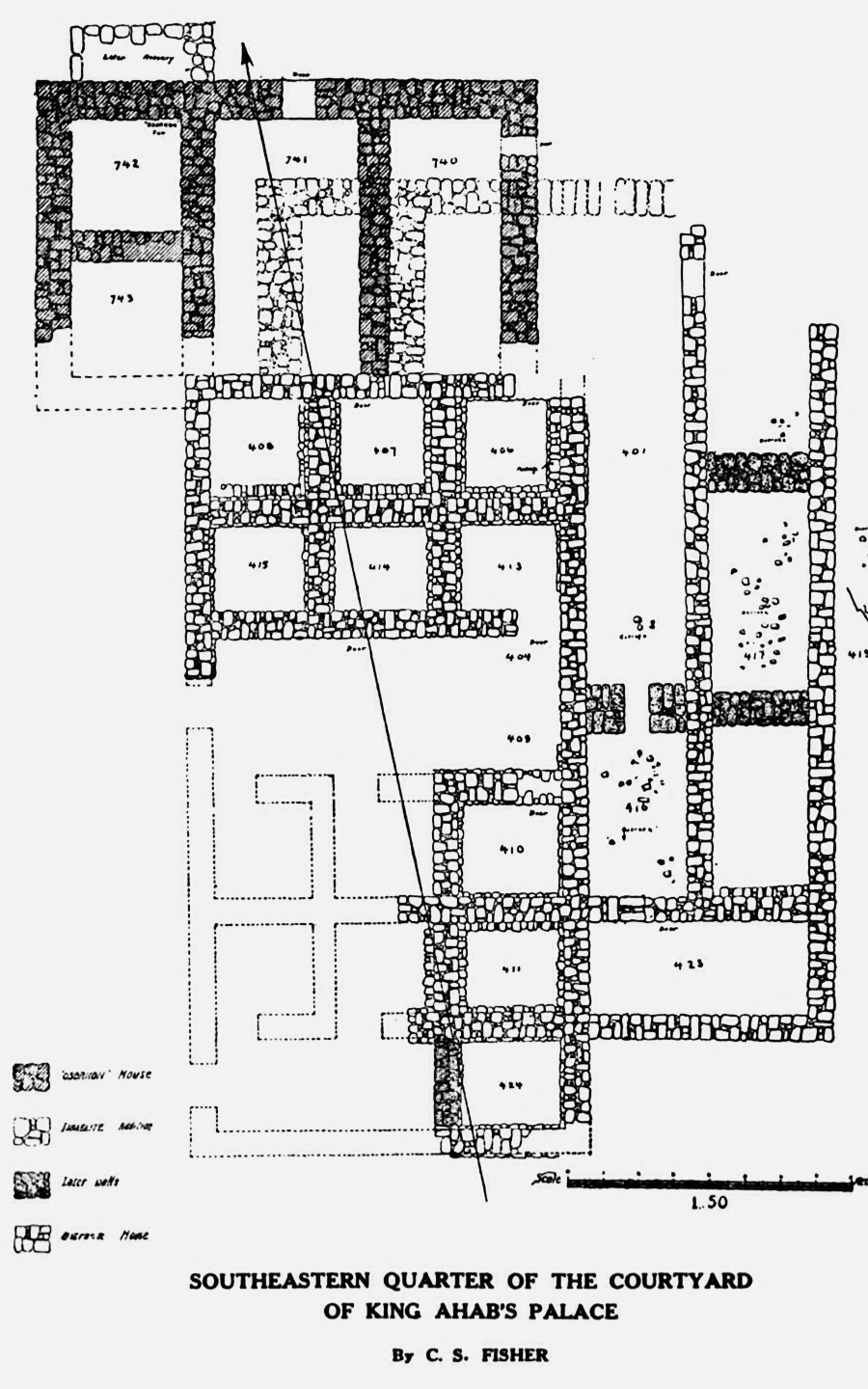
План дома на остраконе.
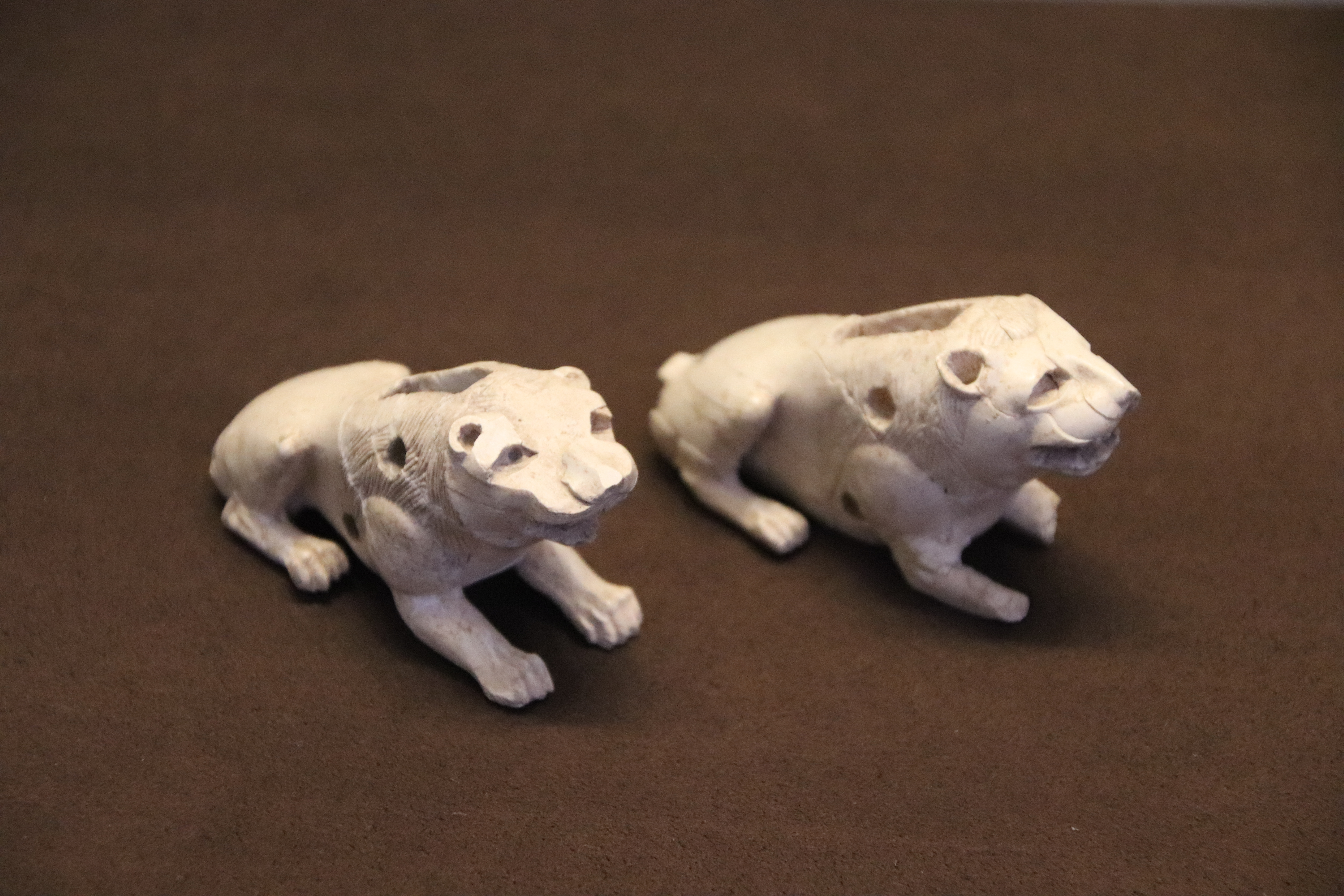
Резные изделия из слоновой кости, найденные в древней Самарии (Израильский музей).
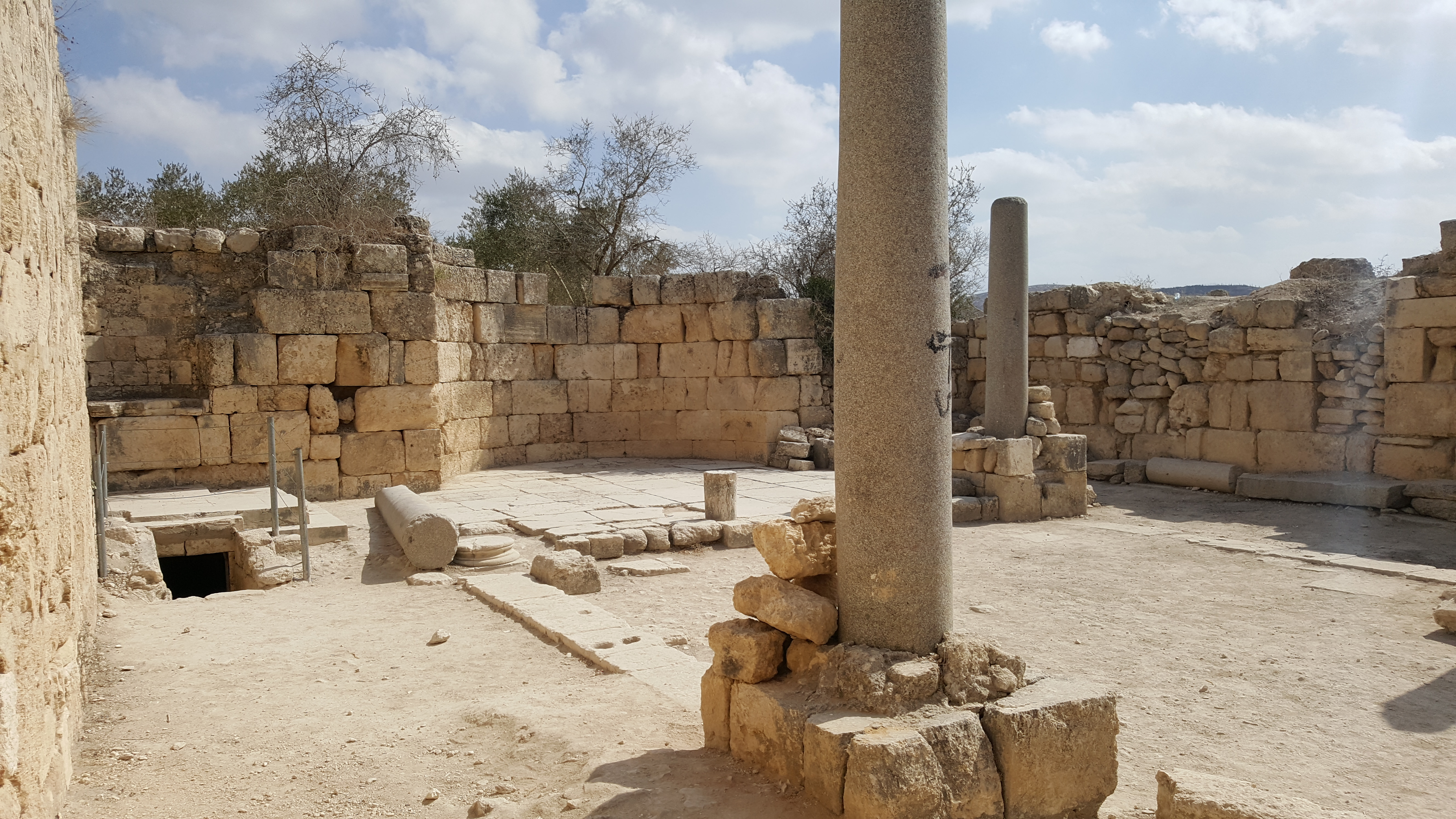
Византийская церковь.

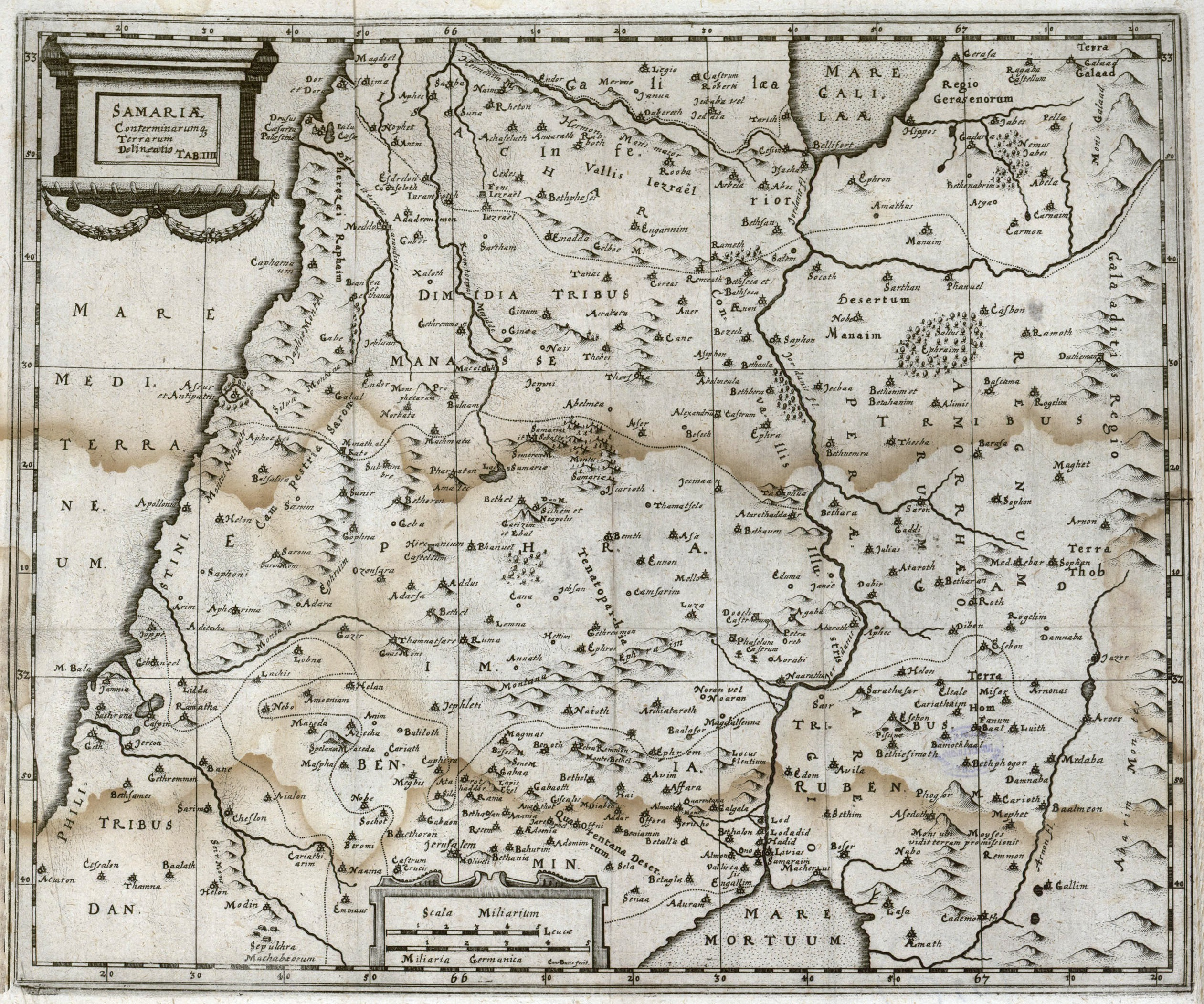
Карта Самарии из книги Кристофора Хайдмана «Палестина или Святая Земля», Вольфенбюттель, гравюра на меди Конрада Буно, 1655 год.
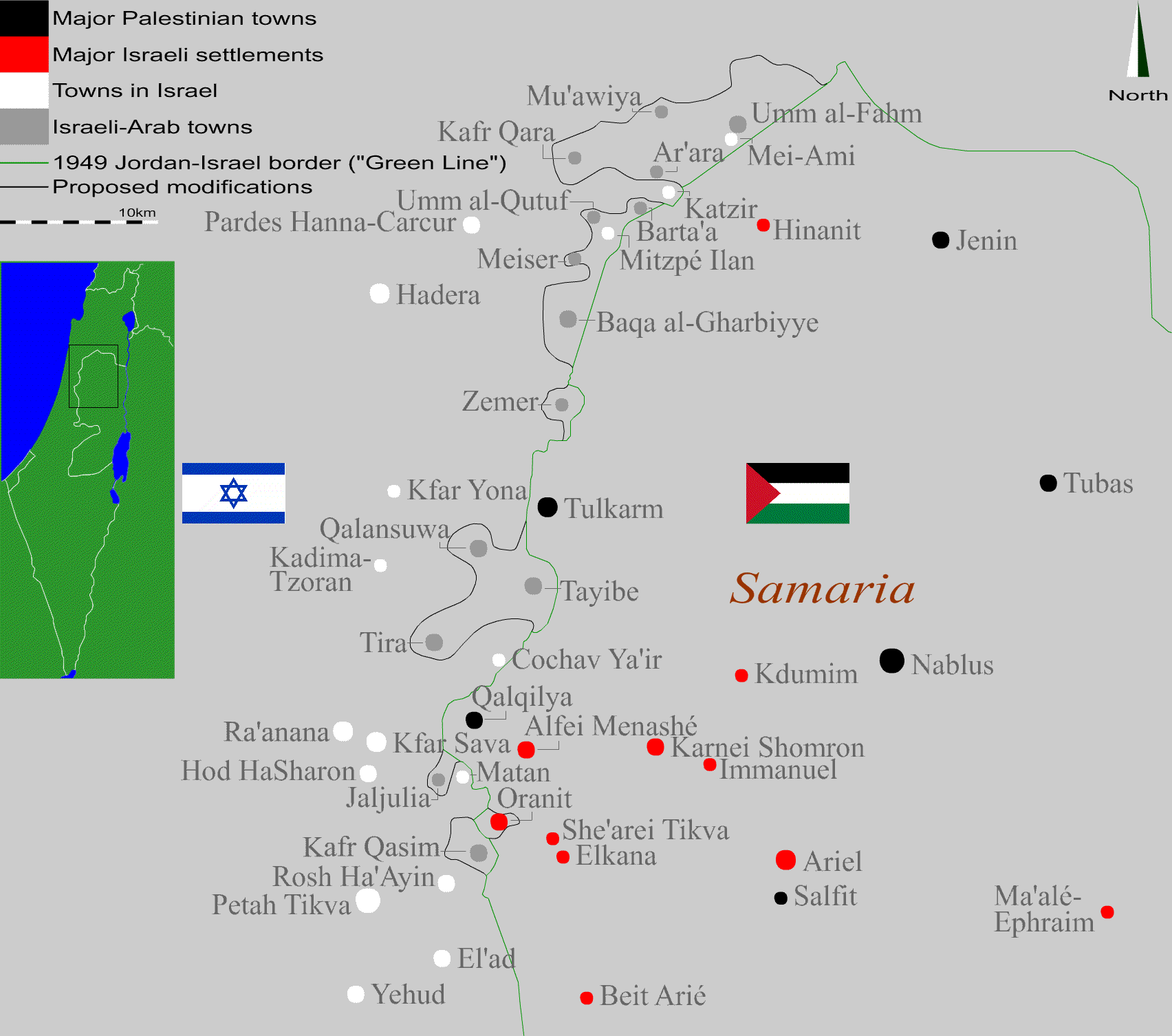
Самария, иорданско-израильская граница.
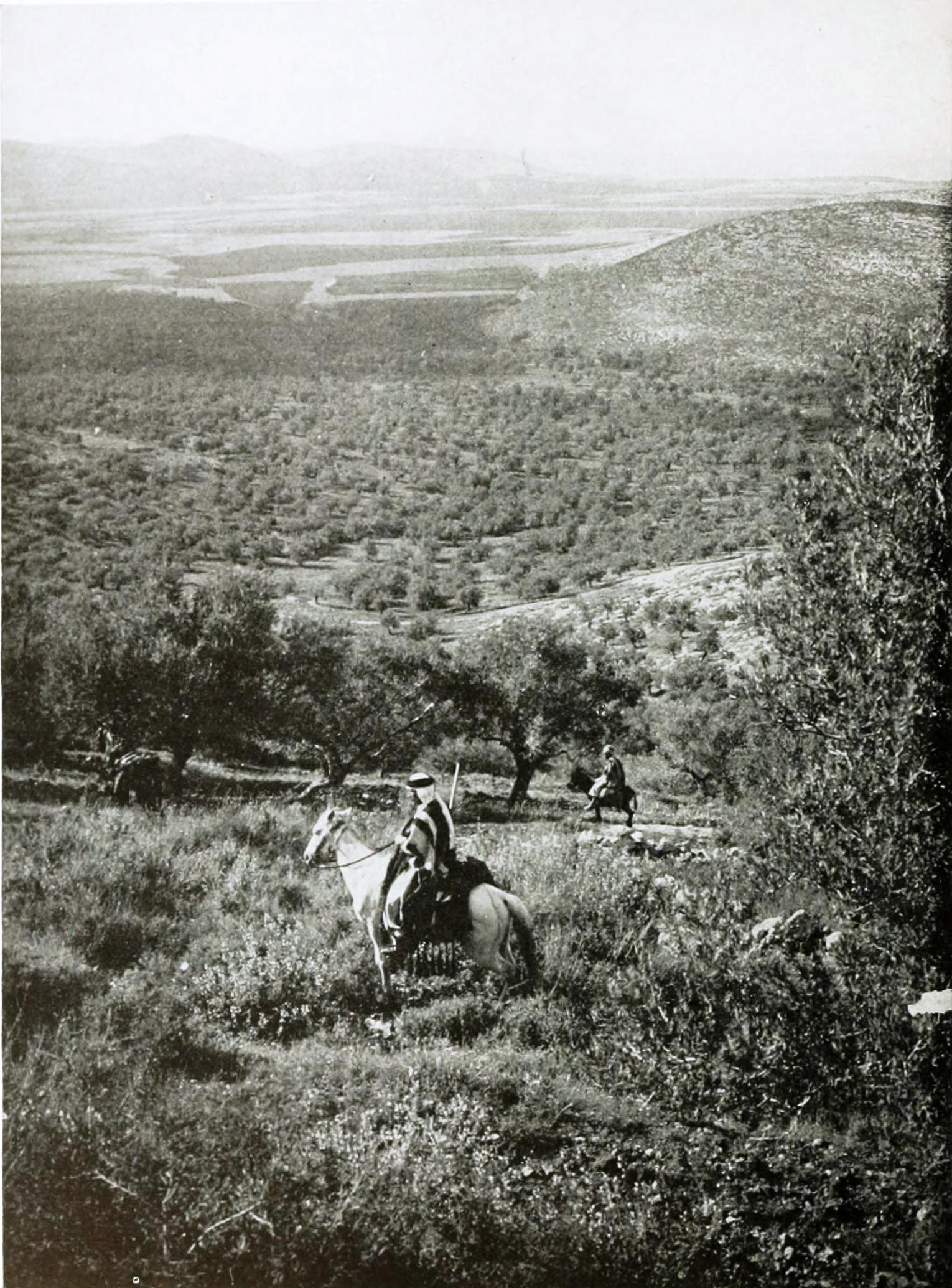
Мево-Дотан — израильское поселение на Западном берегу.
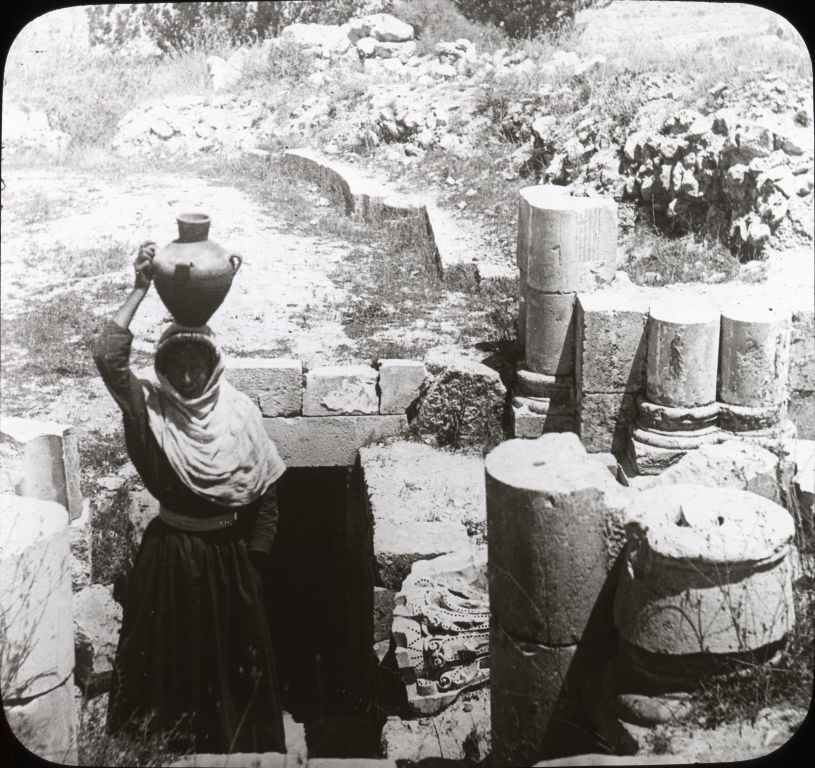
Вход в колодец Иакова, Самария.
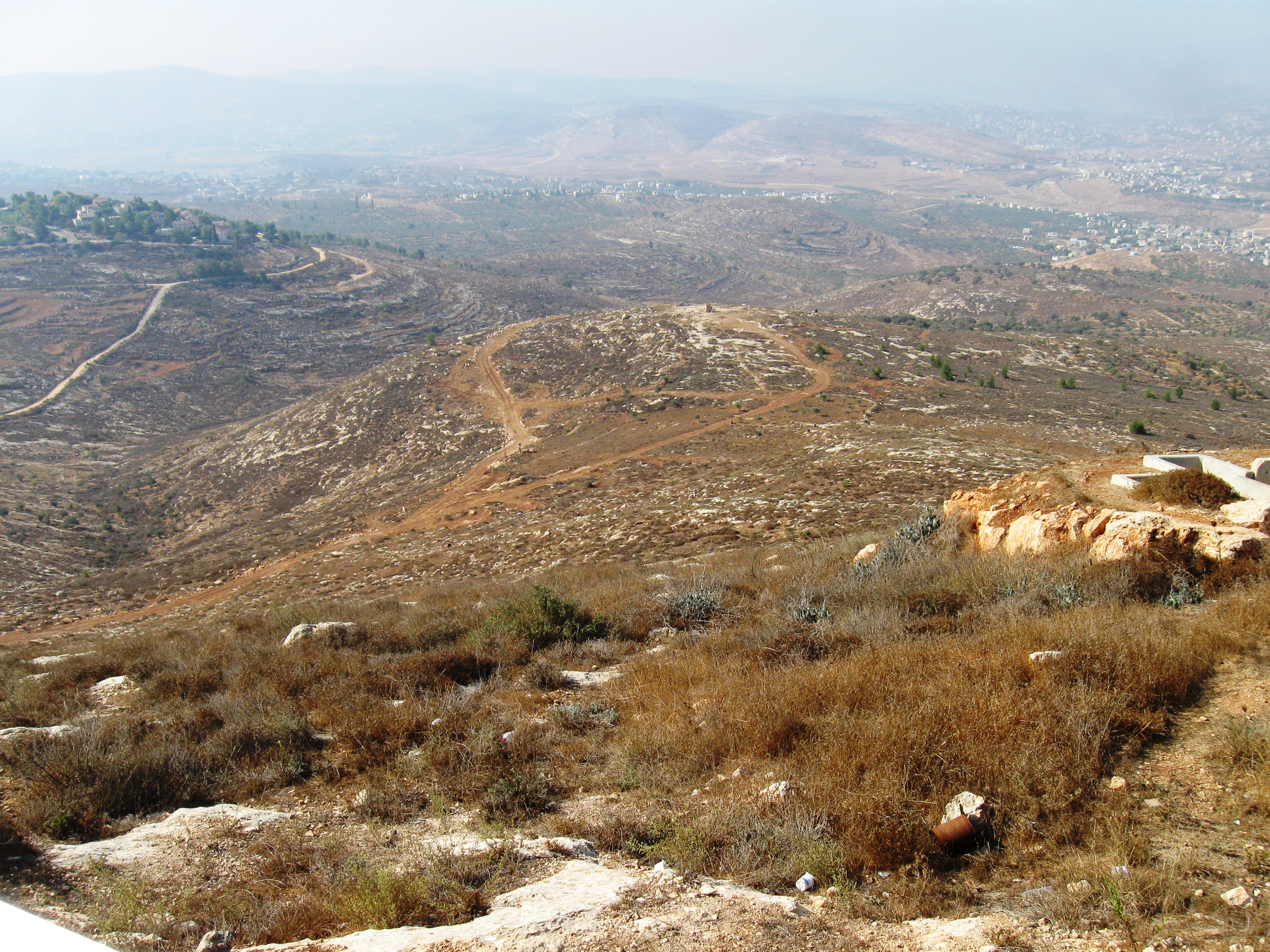
Поселение Арахиви после эвакуации.
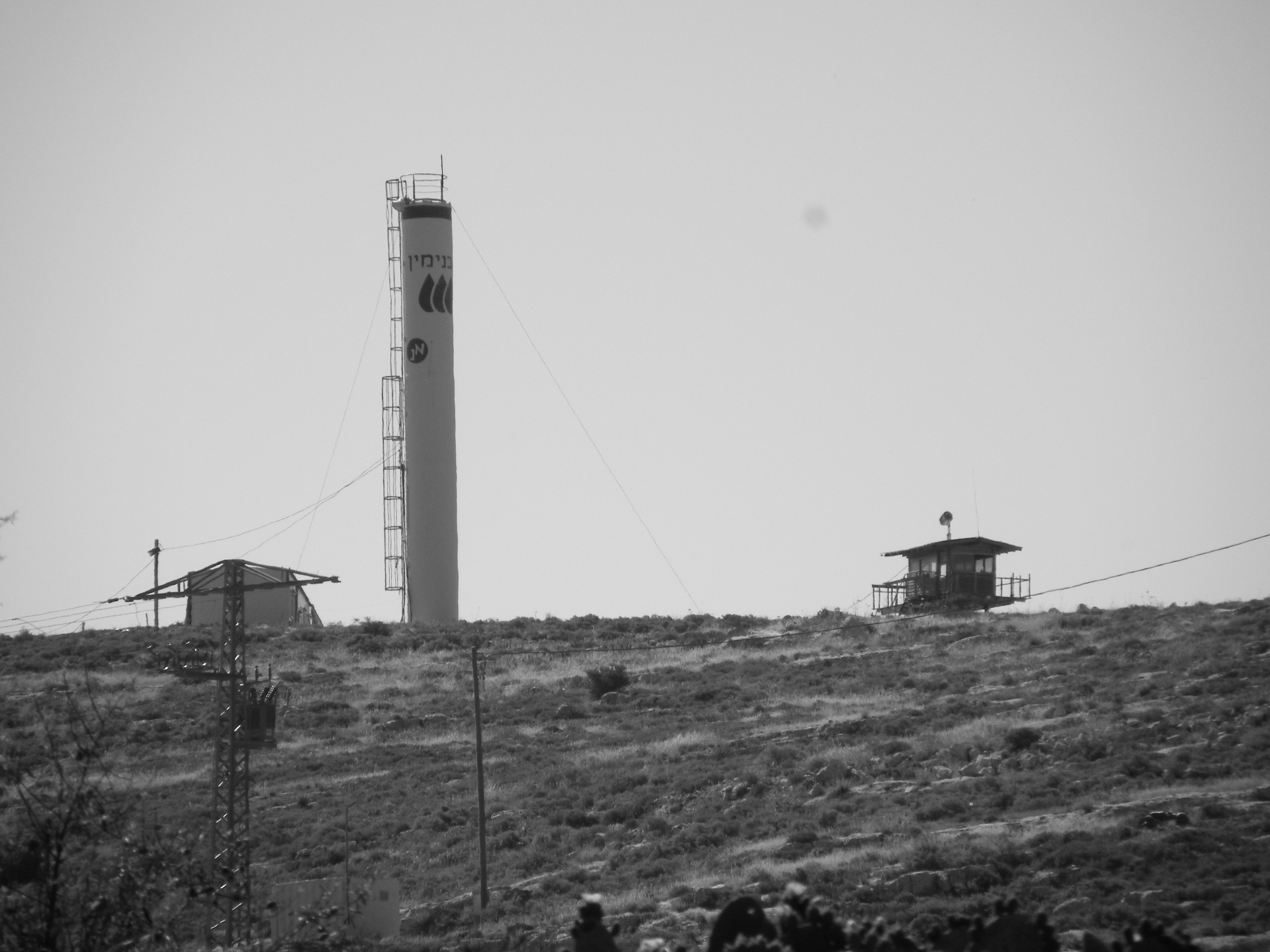
Водонапорная и сторожевая башни возле Януна[англ.].